# Cristian Rădulescu
Cristian Rădulescu (n. 13 noiembrie 1955, com. Cerașu, județul Prahova) este un politician român, membru al Partidului Național Liberal. Este medic, absolvent în 1981 al Facultății de medicină din cadrul Universității de medicină și farmacie București. A urmat stagiatura la Spitalul Clinic Carol Davila București, iar în 1984 a fost repartizat ca medic de întreprindere în cadrul Spitalului Municipal Roman, județul Neamț. După Revoluție este ales director al Spitalului Municipal Roman, județul Neamț.   
Ales în Parlament la 20 mai 1990 ca deputat de Neamț pe listele FSN. 
În martie 1991, la congresul FSN care a marcat ruptura între tabăra conservatoare condusă de Ion Iliescu și cea reformistă condusă de Petre Roman, se pronunță de partea reformatoare. Este ales deputat de Neamț pe listele Partidului Democrat în 1992 și 1996, iar, în 2004, este ales deputat de Vaslui pe listele aceluiași partid. 
În 2008 și 2012 este ales uninominal ca senator de București pe listele Partidului Democrat Liberal, continuatorul PD. După 2016 își continuă activitatea politică în PNL, ca urmare a fuzionării acestui partid cu PDL.
A făcut parte din Biroul Permanent Național al PD, respectiv PDL, între 1992-2008 și 2010-2014. Între 2008-2010 a condus Comisia pentru muncă din Senatul României. 
A fost liderul grupului parlamentar PD, apoi PDL, din Camera Deputaților, în perioada 2005-2008 și al celui din Senat în perioada 2010-2014. 
A îndeplinit funcția de chestor al Camerei Deputaților în perioada 1993-1998 și de chestor al Senatului în 2016.  
A condus delegația permanentă a Parlamentului României la Adunarea Parlamentară a OSCE între 1998 – 2000 și 2004 – 2012 și a fost președintele grupului de prietenie România-Franța între 2004 – 2012.
A fost secretarul Consiliului de coordonare politică a coaliției aflate la guvernare CDR – USD - UDMR în perioada 1996-2000, precum și secretarul Consiliului politic al Alianței D.A. PD-PNL între 2004-2007.
În 2002 a fondat Comisia de specialitate pe sănătate a PD pe care a condus-o până în 2010; din 2017 conduce aceeași Comisie în cadrul PNL.